# Astraeus
Astraeus (code AITA 5W ; code OACI : AEU ; indicatif d'appel : Flystar) était une compagnie aérienne charter et régulière, basée à Crawley au Royaume-Uni, et qui a cessé toutes ses opérations le 21 novembre 2011.

## Histoire
La compagnie fut créée le 17 janvier 2002 et commença ses activités le 6 avril de la même année, assurant des vols charters pour le compte de nombreuses compagnies européennes, africaines ou américaines. Astraeus exploitait tous les vols de la compagnie islandaise Iceland Express, ainsi qu'une partie des vols longs courriers de la compagnie anglaise Bmi.

## Flotte
Au 21 novembre 2011, jour de cessation des activités, la compagnie exploitait une flotte composée de :

## Divers
Bruce Dickinson, le chanteur du groupe de heavy metal britannique Iron Maiden est l'un des pilotes de la compagnie. À l'occasion des tournées de 2008 et 2011 du groupe, la compagnie a fait repeindre un Boeing 757 aux couleurs du groupe.